# Тилеријски мишолики опосум
Тилеријски мишолики опосум (Marmosa tyleriana) је врста сисара из породице опосума (Didelphidae) и истоименог реда (Didelphimorphia).

## Распрострањење
Три изоловане локације у јужној Венецуели су једино познато природно станиште врсте.

## Станиште
Станиште тилеријског мишоликог опосума су прашуме на три изолована тепуија на гвајанској висоравни на надморској висини од 1.300 до 2.200 метара.

## Угроженост
Подаци о распрострањености ове врсте су недовољни.

### Популациони тренд
Популациони тренд је за ову врсту непознат.